# 西栓胡同
西栓胡同是位于北京市西城区的一条胡同，地处西长安街地区西南部，南北走向，南起宣武门东大街，北至西旧帘子胡同。全长385米，均宽3米。

## 历史
在明代顺天府宛平县知县沈榜所著的《宛署杂记》 （页面存档备份，存于）一书中曾称之为小双马桩胡同。
在清代乾隆年间绘制的《乾隆京城全图》 （页面存档备份，存于）中被称为拴马桩胡同。 《志稿》记为西栓马柱,是为了区别上述栓马桩而加“西”字。(注: 在许多记录(西)拴马桩胡同的文字中, "拴"字也多被写做木字旁的"栓") 
1900年6月14日，义和团民众纵火焚烧了顺承门(今宣武门)内天主教堂及四周民房三百多间，并烧死了一些教民。紧接着，又纵火焚烧西拴马桩、油房胡同、灯笼胡同、松树胡同教民住房数百间。
1925年6月8日，在“五卅运动”中，北京工界与中国共产党较早有联系的印刷工人在顺城街西拴马桩召开代表会议，决定组织“北京工界雪耻会”。
1965年，西拴马桩更名西栓胡同。 胡同住户门牌号从1号到38号。
2004年后西栓胡同和所属未英社区辖区内其他几条胡同被陆续拆迁。

## 周边
紧邻西栓胡同南口西侧的前门西大街137号曾为原天主教圣母会法文学校旧址即后来建立的北京市第三十二中学（1995年撤销后改为北京市外事服务职业高中）。胡同南口东侧是顺城街第一小学和刚家大院。胡同西侧还与北京市雕漆工厂旧址相邻。 胡同靠近北口与东西走向的惜水胡同相连。

## 名人印迹
王法勤
曾在民国时期任国民党要员的王法勤的公馆位于当时的西拴马桩。

刘锦堂 (又名王悦之-王法勤义子)
刘锦堂是台湾中部人，1894年生于台中，在故乡公学校毕业后，考进台北总督府国语学校师范科。在校成绩卓越，尤以美术方面更为突出，得以美术资优生资格，获得公费赴日继续深造。1915年刘锦堂到达东京，先进川端画学校训习素描，再考进东京美术学校西洋画科，受到藤岛武二等名师指导。1920年夏季，刘锦堂尚未毕业就专程从日本搭船至上海，为的是想晋见大革命家孙中山，希望追随他。据刘锦堂儿子的追忆： 但他未能如愿，接见他的是另一位老同盟会员，国民党中委王法勤。可以说，这次会见对他的未来产生了决定性的影响。他的一腔爱国热情和少年英锐之气，深得王法勤喜爱。经人提议，他被王法勤收为义子，从此改名为王悦之。王法勤对这位新收认的义子真心关怀，不忍王悦之陷入险恶的政途，遂劝他返回原路继续完成东京美校的学业，并决心在他往后的艺途上予以扶助。1921年，王悦之从东京美校毕业后即来到北京，考入北京大学国文系攻读中国文学，并得结识了李大钊、刘半农及章士钊等新文化运动的领导人物。同时还担任国立北京美术学校的教授。1937年因患阑尾炎继而引发腹膜炎病逝于北平。 王悦之在京期间曾居住于王法勤在西拴马桩的王公馆直至1923年1月婚后搬出，在高岔拉胡同租屋，后迁居西城平安里。

石评梅
中国近现代女作家、革命活动家，“民国四大才女”之一的石评梅曾在北京西拴马桩八号-她的一位师大女同学唐家居住。

杨天石
中华人民共和国现代史史学家，被誉为中国大陆研究蒋介石第一人的杨天石上世纪60年代在北京和平门外的北京师范大学第一附属中学教书时曾住在宣武门内的西拴马桩。

曾朝万
北京雕漆工艺的第四代传人，曾任北京市雕漆厂总工艺师的曾朝万曾住在胡同9号院。

冯国璋的女儿
胡同7号院曾经住有冯国璋的女儿，院门上曾挂有“功臣之家”的匾额。

北京宗教哲学研究社
民国25年(1936年)3月在西拴马桩二十四号成立了北京宗教哲学研究社,会员约一百二十人。其制度设社长一人,研究哲学并办理精神治疗。王雅之被推荐主持教务。